# Wolseley-Sumida
Бронеавтомобиль Wolseley-Sumida — японский бронеавтомобиль, производившийся на заводе Исикавадзима по британской лицензии на базе грузового автомобиля Wolseley

## История
С 1928 года автомобильный завод «Исикавадзима», принадлежавший Токийской судостроительной верфи, выпускал по британской лицензии коммерческие грузовики Wolseley CP. Лицензионные автомобили носили имя «Сумида» и передавались местным заказчикам. Вскоре после начала производства техники для гражданских предприятий появилась идея о ее военном использовании.
Первый бронеавтомобиль «Уолсли-Сумида» был построен в Токио в том же 1928 году. Вскоре его передали военным для необходимых испытаний и последующей эксплуатации в армии. Точные данные о количестве выпущенных бронеавтомобилей Wolseley-Sumida (иногда они называются Wolseley CP Armored Car) отсутствуют, однако в 1931 году несколько машин этого типа активно применялись в ходе вторжения в Маньчжурию и до середины 1930-х гг. несли патрульную и охранную службу.

## Конструкция
Шасси грузовика «Уолсли»/«Сумида» строилось на основе металлической рамы и имело капотную компоновку. Одинарные передние колеса оснащались рулевым механизмом. Задняя ось получала двускатные колеса. Применялись спицованные колеса с бескамерными шинами. При строительстве броневика с шасси следовало удалять кузов, грузовую площадку и т. д., высвобождая место для бронекорпуса. Одновременно с этим на своих местах оставались крылья колес и подножки, расположенные между ними.
Бронекорпус должен был собираться из листов толщиной 6 мм без изменения параметров защиты на разных участках. В основе корпуса имелся металлический каркас, на котором при помощи заклепок закреплялись листы защиты. Корпус имел традиционную компоновку. Малогабаритный передний отсек выполнял функции моторного отделения; более крупный задний объем предназначался для экипажа и вооружения.